# Мандарин (чиновник)
Мандарин, гуань (官, порт. mandarim) — назва чиновників в імперському Китаї, пізніше також у Кореї та В'єтнамі.

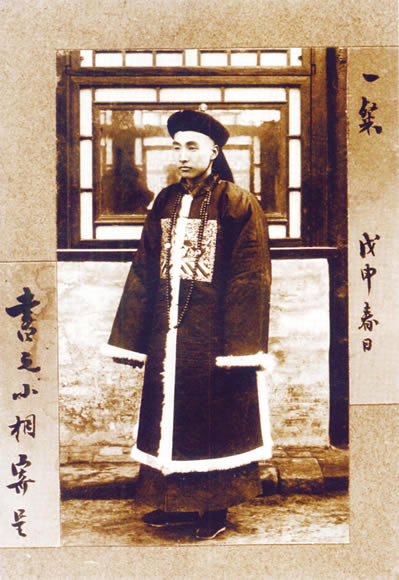
Чиновник династії Цін

Португальський термін «мандарин» походить від санскр. мантрин — «радник». Інша, менш поширена версія пов'язує його з порт. mandador — «командир», від лат. mandare — «надавати накази», «уповноважувати».
Всупереч поширеній помилковій думці, це слово означало не лише чиновників Маньчжурської династії.
Упродовж 1300 років у Китаї був чинним суворий освітній ценз. Щоб стати мандарином, слід було пройти складну процедуру іспитів.
Відзнакою отримання компетенції на посаду чиновника була гаптована емблема буцзи 補子 (bŭzi) на офіційному одязі, що зображувала тварин як рангові символи носія одягу. До династії Цін офіційним атрибутом чиновника в Китаї була також спеціальна шапка (zh:官帽) з двома стрічками, які було розвинено у стильну прикрасу. Згідно з класичними текстами, на офіційних аудієнціях у імператора чиновники мали тримати в руках спеціальну платівку для нотаток для поважного приховування обличчя. Ці атрибути розповсюдилися також у інших країнах, що зазнали китайського впливу.
Від цього поняття утворилося західне позначення найрозповсюдженішого діалекту китайської мови (Mandarin Chinese), вжиток якого визначав мешканців столиць, робітників бюрократичного апарату та східноазійських дипломатів. Відповідною китайською назвою є ґуаньхуа 官話, «чиновницький говір», див. Мандаринська мова та Mandarin (late imperial lingua franca).